# Walter Roos (General)
Walter Roos (* 10. März 1914 in Essen-Rüttenscheid; † 2. Januar 1975 in Düsseldorf) war ein deutscher Offizier in der Luftwaffe der Wehrmacht, Zahnarzt und später der Luftwaffe der Bundeswehr. Er ging als Generalmajor in den Ruhestand.

## Leben
Walter Roos, Sohn eines Baumeisters, begann nach seinem Abitur am Humboldt-Gymnasium in Essen 1933 für zwei Semester mit einem Studium an der naturwissenschaftlichen Fakultät der Universität Gießen.
Roos trat am 8. April 1934 in die Kriegsmarine ein und wechselte im folgenden Jahr zur Luftwaffe der Wehrmacht. Am 15. März 1936 war er Staffelkapitän der 2. Staffel des Jagdgeschwaders 134 bevor er ab 1. April 1938 Adjutant im Jagdgeschwader 134, welches im November 1938 in Jagdgeschwader 142 umbenannt wurde, wurde. Dort erreichte ihn am 1. Januar 1939 die Beförderung zum Oberleutnant. Das Jagdgeschwader 142 wurde inzwischen in Zerstörergeschwader 142 und später in Zerstörergeschwader 26 umbenannt und flog mit der Messerschmitt Bf 109D. Am 19. Mai 1940 wechselte er als Staffelkapitän zur 5. Staffel des Jagdgeschwaders 27 und nahm mit ihr am Westfeldzug teil. Dabei wurde er am 5. Juni 1940 mit seiner Messerschmitt Bf 109E von einer Morane-Saulnier der französischen Luftwaffe abgeschossen. Er konnte noch notlanden, erlitt aber schwere Verbrennungen am Arm und im Gesicht. Nachdem er von seiner Verwundung genesen war, kam er zur Ausbildung zum Generalstabsoffizier an die Kriegsakademie nach Berlin und diente ab Oktober 1943, inzwischen als Hauptmann, im Stab der Luftflotte 3, bevor er ab 1. Juli 1944 in den Generalstab der Luftwaffe wechselte. Am 9. Oktober 1944 ging er als Erster Generalstabsoffizier (Ia) in den Stab des Luftgaukommandos V. Dort wurde er am 1. November 1944 zum Major befördert und anschließend in den Stab der 5. Jagddivision versetzt. Ab Februar 1945 wurde diese Division zur 16. Flieger-Division umgewandelt und unterstand dem Luftwaffenkommando West. Bei Kriegsende, nach der bedingungslosen Kapitulation der Wehrmacht geriet er in alliierte Kriegsgefangenschaft, aus der er Oktober 1947 zurückkehrte.
Anschließend studierte er von 1948 bis 1951 Zahnmedizin an der Universität Erlangen und schloss das Studium mit der Approbation als Zahnarzt ab. Ein Jahr später promovierte er zum Dr. med. dent. Anschließend blieb er als wissenschaftlicher Assistent weiter an der Universität Erlangen.
Im Jahre 1956 trat er in die Luftwaffe der Bundeswehr ein und war bis 1962 Referent im Führungsstab der Luftwaffe im Bundesverteidigungsministerium. Von Ende 1962 bis Ende September 1964 war er als Oberst Nachfolger von Karl Kessel als Kommandeur des Fluganwärterregiments in Uetersen. Vom 1. April 1968; er war als Brigadegeneral vorher Unterabteilungsleiter im Führungsstab der Luftwaffe gewesen; bis zum 30. September 1969 war er, als Generalmajor, Chef des Stabes im Führungsstab der Luftwaffe und zeitgleich Stellvertreter des Inspekteurs der Luftwaffe. Anschließend übernahm er die Leitung des Wehrbereichs III, bevor er am 30. September 1973 in den Ruhestand ging.

## Auszeichnungen
- Eisernes Kreuz I. Klasse (1940)
- Frontflugspange für Jäger in Bronze
- Verwundetenabzeichen in Schwarz
- Großes Verdienstkreuz des Verdienstordens der Bundesrepublik Deutschland (1972)